# Die südslawische Frage und der Weltkrieg

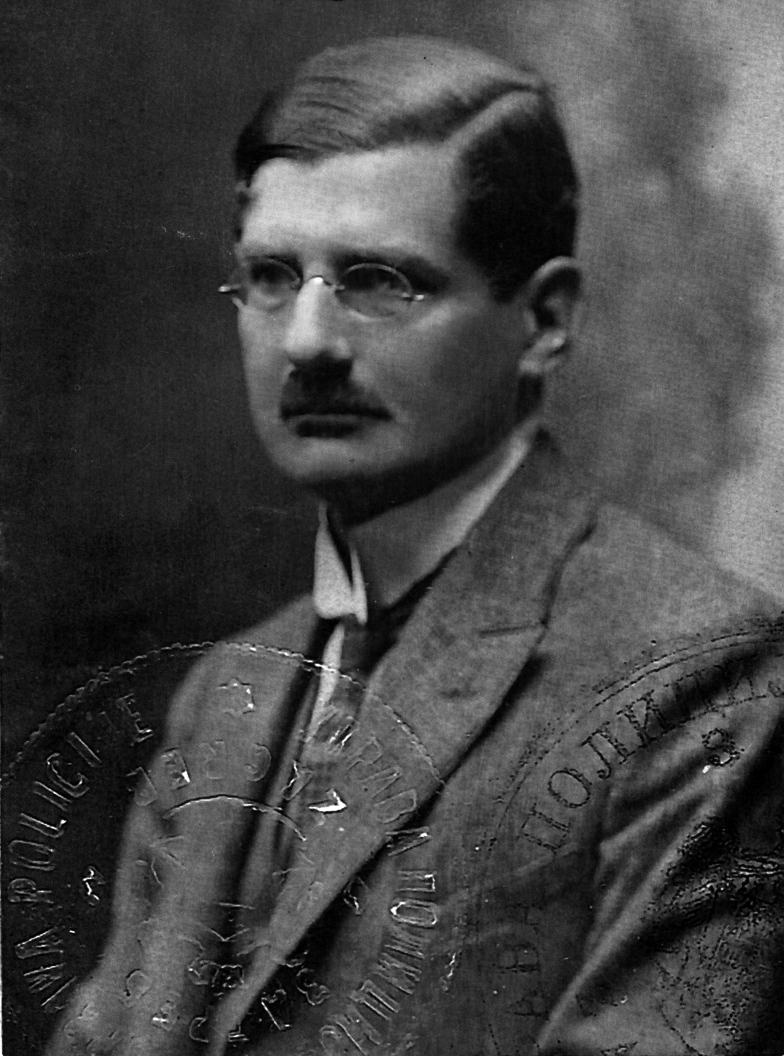
Ivo Pilar, der Autor des Buches Die südslawische Frage und der Weltkrieg

Die südslawische Frage und der Weltkrieg (Nebentitel: Übersichtliche Darstellung des Gesamtproblems) ist der Originaltitel eines Buches des jugoslawischen Nationalökonomen, Soziologen und Historikers Ivo Pilar (1874–1933). Das Buch stellt die Geschichte der Kroaten, Serben und Bosniaken aus nationalkroatischer Sicht dar. Es enthält u. a. die Warnung vor einem Jugoslawien, da dieses nur zu einem Großserbien führen könne.

## Geschichte
Pilar schrieb das Manuskript des Buches während des Ersten Weltkriegs von Ende April 1915 bis Ende März 1917 in Tuzla, wo er von 1905 bis 1920 ununterbrochen lebte. Von der Fertigstellung des Manuskripts bis zum Erscheinen des Buches in Druckform verging ein Jahr.
Die Erstausgabe des Werks kam unter dem Autorenpseudonym L.[eo] v.[on] Südland. in Wien höchstwahrscheinlich am 16. März 1918 aus der Presse. Die Ausgabe umfasste sechs Seiten mit römischen Ziffern (I–VI) sowie weitere 796 Seiten. Der Kaufpreis betrug 23 Kronen je Buch. Die Auflage umfasste 1.500 Stück und war laut Pilar in vier Monaten ausverkauft.
Im Jahr 1924 schrieb Pilar in einem Brief an den deutschen Konsul:

„Das Buch wurde im Buchhandel zu einem ‚rarissimum‘ und ist heute auf dem Markt nicht mehr zu bekommen. Es ist ziemlich begehrt, aber neben einer so kleinen Auflage, wie ich zuverlässig erfahren habe [Hervorhebung des Autors], kauft die Belgrader Regierung anscheinend jedes Exemplar auf, das sie in die Finger bekommt, um es zu vernichten. Das Buch ist nämlich, wie es oft bei Büchern, die zu viel Wahrheit enthalten, oft vorkommt, der erklärten Regierung äußerst unangenehm.“

Im Jahr 1933 veröffentlichte Ivo Pilar, unter dem Autorenpseudonym Florian Lichtträger, das Buch Immer wieder Serbien: Jugoslawiens Schicksalsstunde, in dem er die Missstände des Königreichs Jugoslawien anprangerte und ein föderalistisches System gegenüber der serbischen Königsdiktatur befürwortete. Kurz nach der Veröffentlichung wurde Pilar in seiner Wohnung in Zagreb erschossen aufgefunden.
1943 erfolgte die Ausgabe in kroatischer Sprache unter dem Titel Južnoslavensko pitanje : prikaz cjelokupnog pitanja. Der Übersetzer Fedor Pucek stand mit Pilar in Kontakt und hatte seine Übersetzung des Buches spätestens seit 1928 in Mile Starčevićs (1904–1953) Zeitschrift Hrvatska mladica : omladinski list za sve nacionalne probleme monatlich in Abschnitten veröffentlicht. Pucek wurde 1945 von Tito-Partisanen durch Erschießen hingerichtet.
Im Kriegsjahr 1944 wurde eine kommentierte zweite Auflage der Südslawischen Frage herausgegeben. Die Kommentare sind im Sinne der Politik des damals bestehenden faschistischen Unabhängigen Staates Kroatien (NDH), einem Vasallenstaat der Achsenmächte, verfasst.
Auch im sozialistischen Jugoslawien war das Buch wenn überhaupt nur im Geheimen zu bekommen und meist kursierten nur Kopien der kroatischsprachigen Ausgabe von 1943.
Kurz vor Beginn des Kroatienkriegs im Jahr 1990 erschien ein Nachdruck der kroatischen Ausgabe, herausgegeben von der kroatischen Partei Hrvatska demokratska stranka (HDS; Kroatische demokratische Partei) des Marko Veselica (1936–2017).
Nach dem Zerfall Jugoslawiens wurde ab Mitte der 1990er Jahre bekannt, dass Pilars Nachlässe von seinem Enkel Božidar Jančiković in Zagreb aufbewahrt wurden, darunter auch Pilars handschriftliches Originalmanuskript des Buches in deutscher Sprache. Die National- und Universitätsbibliothek Zagreb besitzt ein maschinengeschriebenes Manuskript.
Im Jahr 1995 gab der Arbeitskreis für Volksgruppen- und Minderheitenfragen eine etwa um die Hälfte gekürzte deutschsprachige Ausgabe heraus. Zum einen um dem Leser 800 Seiten Sachtext zu ersparen, aber dabei wurden auch „nationalistische Überzeichnungen (welche heute anders verstanden werden als 1918!) und Bewertungen (Bsp.: »Haß der Kroaten gegen die Welschen«, »angeborene Treue der Kroaten«), Deutschtümelei und die 1918 gängige Kriegspropaganda gegen England und Frankreich ebenso aus dem Text entfernt wie endlose Wiederholungen und tagespolitische Ereignisse aus der Entstehungsphase des Buches“.
Der örtliche Zweig des Kulturverbands Matica hrvatska in Vinkovci gab im Jahr 2017 eine Neuauflage der kroatischsprachigen Ausgabe heraus.

## Ausgaben
- L. v. Südland: Die südslawische Frage und der Weltkrieg : Übersichtliche Darstellung des Gesamt-Problems. Manzsche K.u.K Hof-, Verlags- und Universitätsbuchhandlung, Wien 1918.
- L. v. Südland: Južnoslavensko pitanje : Prikaz cjelokupnog pitanja. Zagreb 1943 (Übersetzt und bearbeitet von Fedor Pucek).
- L. v. Südland: Die südslawische Frage und der Weltkrieg : Übersichtliche Darstellung des Gesamt-Problems. Matica hrvatska, Zagreb 1944 (Kommentierte und bearbeitete Ausgabe).
- L. v. Südland: Južnoslavensko pitanje : Prikaz cjelokupnog pitanja. Hrvatska Demokratska Stranka/Podružnica Varaždin, Zagreb/Varaždin 1990 (Reprint der Ausgabe von 1943).
- Ivo Pilar: Eine Geschichte Kroatiens, Serbiens und Bosniens. Hrsg.: Arbeitskreis für Volksgruppen- und Minderheitenfragen (= Heiligenhofer Studien zu Volkstumsfragen). Heilighof-Bad Kissingen 1995, ISBN 3-926038-23-3 (Gekürzt und bearbeitet von Michael Ackermann).
- Ivo Pilar: Južnoslavensko pitanje : prikaz cjelokupnog pitanja. Ogranak Matice hrvatske u Vinkovcima, Vinkovci 2017.